# جيمي ماجي
جيمي ماجي (بالإنجليزية: Jimmy Magee)‏ هو عامل حر أمريكي، ولد في 4 فبراير 1935 في نيويورك في الولايات المتحدة، وتوفي في 20 سبتمبر 2017.